# NGC 5505
NGC 5505 (другие обозначения — UGC 9092, MCG 2-36-48, ZWG 74.138, KUG 1410+135, IRAS14101+1332, PGC 50745) — спиральная галактика с перемычкой (SBa) в созвездии Волопас.
Этот объект входит в число перечисленных в оригинальной редакции «Нового общего каталога».